# Godzilla (1954)

Das japanische Poster für Godzilla (1954).

Godzilla (japanisch ゴジラ, Gojira, Alternativtitel: Godzilla – Das Original) ist der Titel eines Monsterfilms des japanischen Regisseurs Ishirō Honda.
Der in Schwarzweiß gedrehte Film bildete den Grundstein für den Kult um das Riesenmonster Godzilla, der daraufhin in bislang 30 japanischen und vier US-amerikanischen Monsterfilmen die Hauptrolle spielen sollte, und begründete in Japan ein eigenes Filmgenre, das des „Kaijū Eiga“ (jap. 怪獣映画 ‚Kaiju-Film‘).

## Handlung
Vor der Küste der Insel Odo spielen sich seltsame Vorkommnisse ab: Eine Reihe von Schiffen erleiden Schiffbruch und brennen ab. Die wenigen Überlebenden können keine konkreten Angaben machen. Nur die Bewohner der Insel Odo meinen, den Grund der Vorkommnisse zu kennen: Demnach sucht das sagenumwobene Monster Godzilla an Land nach Nahrung, wenn es im Meer keine Fische mehr findet. Nur Menschenopfer könnten es wieder besänftigen.
Des Nachts entsteigt Godzilla dem Meer und verwüstet die Insel. Professor Yamane, dessen Tochter Emiko eine Beziehung mit dem Marineoffizier Ogata hat, untersucht Godzillas riesige, radioaktive Fußabdrücke und findet die Erklärung: So hat das Ungeheuer Jahrmillionen unter Wasser verbracht, wie ein entsprechend alter Trilobit beweist, und kam an Land, als es von Atombombenversuchen aufgeschreckt wurde. Es kommt zu einer ersten Sichtung Godzillas auf der Insel, der sich dann ins Meer zurückzieht. Sofort fängt die Marine an, den Meeresabschnitt, in dem Godzilla lebt, zu bombardieren. Als das Militär Professor Yamane nach Möglichkeiten befragt, Godzilla zu töten, plädiert dieser dafür, an Godzilla die Geheimnisse des Lebens zu studieren, beispielsweise wie dieser die radioaktive Strahlung absorbiert und überlebt hat.
Emiko besucht Dr. Serizawa, dem sie seit ihrer Kindheit versprochen ist. Dieser führt ihr seine neueste Erfindung, den Oxygen-Zerstörer, vor. Der Oxygen-Zerstörer zersetzt den Sauerstoff in seiner unmittelbaren Umgebung und kann so alles Leben töten. Serizawa wollte mit der Erfindung des Oxygen-Zerstörers als bedeutendster Wissenschaftler der Welt in die Geschichte eingehen. Da der Oxygen-Zerstörer in den falschen Händen zur bedrohlichen Waffe werden könnte und Serizawa ihn neutralisieren will, bevor er ihn publik macht, nimmt er Emiko das Versprechen ab, niemandem von seiner Erfindung zu erzählen.
Godzilla geht wieder an Land und lässt sich auf seinem Weg nach Tokio weder von Militärbeschuss noch von Hochspannungskabeln aufhalten. Panik bricht aus, Godzilla verwüstet Tokio, hauptsächlich indem er es mit seinem atomaren Hitzestrahl in Brand setzt. Als Emiko die Verwüstung und das Elend sieht, kann sie nicht anders, als Ogata von Serizawas Erfindung zu erzählen. Beide versuchen nun, Serizawa vom Einsatz des Oxygen-Zerstörers zu überzeugen. Dieser sträubt sich zunächst, lenkt aber ein, als er Fernsehbilder des von Godzilla verursachten Elends sieht.
Ein Schiff mit Emiko, Ogata, Serizawa, Professor Yamane und Presse an Bord fährt zu Godzillas Aufenthaltsort. Dieser ruht scheinbar am Meeresgrund. Ogata und Serizawa tauchen hinab, um den Oxygen-Zerstörer zu aktivieren, nach dessen Einsatz von Godzilla nach einem Überlebenskampf, bei dem dieser noch einmal an die Wasseroberfläche kommt, nur noch Knochen übrig bleiben. Während Ogata wieder auftaucht, bleibt Serizawa unten, wünscht Ogata per Funk, dass er mit Emiko glücklich werden soll, und schneidet sein Sauerstoffkabel durch. Professor Yamane sinniert, dass der Menschheit noch schlimmere Katastrophen als Godzilla drohen, wenn sie weiterhin die Atomkraft missbraucht.

## Filmmusik
Die außergewöhnliche, orchestrale Filmmusik von Akira Ifukube ist ein prägendes Element des Filmes. Insbesondere die ikonische Eingangssequenz wird bei nachfolgenden Godzilla-Verfilmungen neu arrangiert und wird auch heute noch mit großem Orchester aufgeführt.

## Hintergründe

### Entstehung

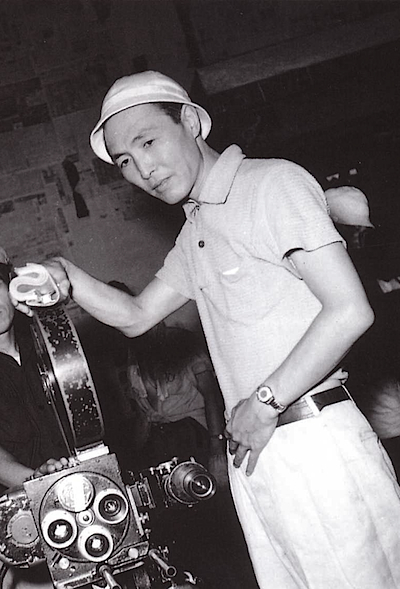
Regisseur Ishirō Honda

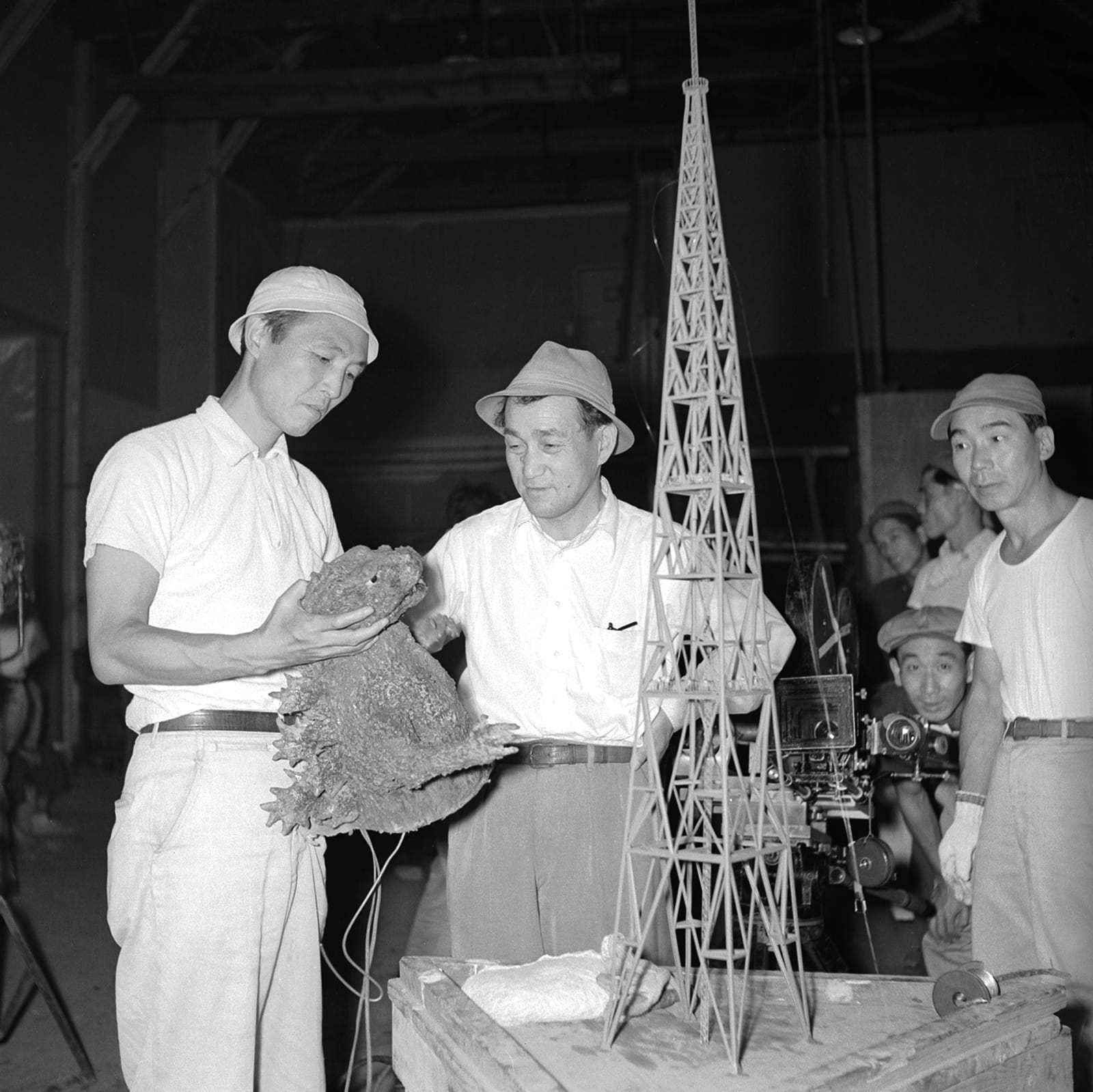
Regisseur Honda (links im Bild) bei der Arbeit

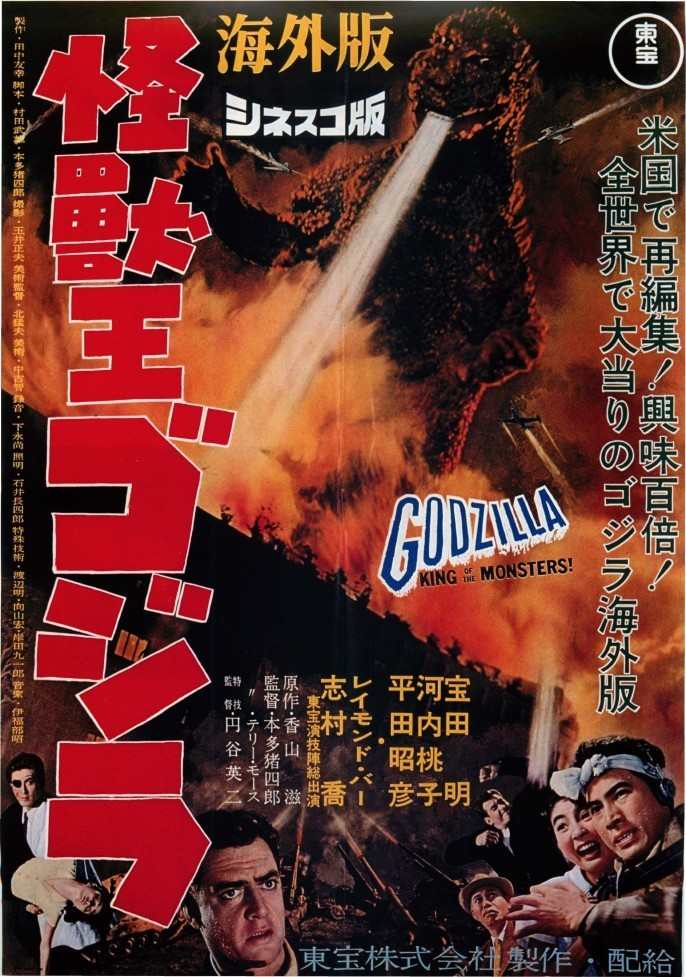
Filmplakat der US-amerikanischen Version

Der Vorfall um den japanischen Fischkutter Dai-go Fukuryū-maru (dt.: Glücklicher Drache), der am 1. März 1954 durch den US-amerikanischen Kernwaffentest Castle Bravo radioaktiv kontaminiert wurde, brachte den Produzenten Tomoyuki Tanaka auf die Idee, das Trauma, das das japanische Volk neun Jahre vorher durch die Atombombenabwürfe auf Hiroshima und Nagasaki erlitten hatte, filmisch zu verarbeiten. Er schlug seinen Vorgesetzten bei den Tōhō-Studios einen Monsterfilm nach dem Schema der erfolgreichen US-amerikanischen Produktion Panik in New York (1953) vor.
Zunächst war Senkichi Taniguchi als Regisseur geplant. Doch der sagte ab, weil für Godzilla sein Großprojekt Behind the Glory gestoppt worden war. So wurde Ishirō Honda engagiert, der bis dahin erst als Regieassistent gewirkt und mit Eagle of the Pacific seinen Debütfilm gedreht hatte, aber große Ambitionen für das Monsterfilm-Projekt mitbrachte: Betrug die durchschnittliche Vorbereitungszeit für einen normalen Tōhō-Kassenknüller lediglich drei Wochen, brauchte Honda allein für das Drehbuch mehr als die doppelte Zeit.
Der Film wurde unter der Aufsicht des für die Spezialeffekte zuständigen Tricktechnikers Eiji Tsuburaya im Suitmation-Verfahren gedreht, was bedeutet, dass ein Schauspieler im Godzilla-Kostüm durch Modellbauten stapfte. Im Falle von Godzilla wechselten sich die Schauspieler Haruo Nakajima und Katsumi Tetsuka bei der Darstellung von Godzilla ab, da wegen der Hitze und der stickigen Luft, die sich im 100 Pfund schweren Gummikostüm entwickelten, höchstens drei Minuten am Stück gedreht werden konnte. Im Gegensatz zu späteren Godzilla-Filmen, in denen die Modellbauten aus Pappwänden in einem Stück bestanden, wurden für Godzilla in mühevoller Handarbeit Miniaturbauten aus kleinen Bausteinen zusammengesetzt. Das charakteristische Brüllen des Monsters wiederum entstand, indem man einen mit Kiefernharz bestrichenen Lederhandschuh längs über die Saiten eines Kontrabasses strich.
Das Monster selbst hieß im Anfangsstadium nur „G“; später nannte man es nach dem Spitznamen eines fülligen Tōhō-Mitarbeiters „Gojira“ (einem Wortspiel aus „Gorilla“ und „Wal“). Der Name „Gojira“ wurde vom amerikanischen Verleih in „Godzilla“ „eineuropäisiert“.
Godzilla wurde am 3. November 1954 in Japan uraufgeführt und zählte zu den zehn erfolgreichsten Filmen des Jahres. Als der Film zwei Jahre später in die amerikanischen Kinos kam, wurden eigens von Terry O. Morse gedrehte Szenen eingefügt, in denen Raymond Burr den Reporter Steve Martin spielt, sowie Szenen entfernt, die zu viel Einblick in die japanische Kultur gegeben hätten. Ähnlich wurde mit Godzilla – Die Rückkehr des Monsters (1984) verfahren.
Im Film kommen zudem einige paläontologische Ungenauigkeiten und selbst für dessen Entstehungszeit falsche Aussagen vor. So berichtet Dr. Yamane über die Dinosaurier beispielsweise, diese hätten vor einer Million Jahre gelebt. Die gefundenen Trilobiten, die eigentlich auf Kambrium und Perm datiert werden, sollen zeitgleich gelebt haben und werden vermutlich aufgrund der schwierigen japanisierten Aussprache fälschlicherweise „Treboliten“ genannt.

### Fortsetzung
Nach dem überwältigenden Erfolg für die Tōhō-Studios wurde 1955 unter der Regie von Motoyoshi Oda die Fortsetzung Godzilla kehrt zurück (Gojira No Gyakushu) gedreht. In diesem Film muss Godzilla (der in der US-Fassung der Fortsetzung Gigantis genannt wurde) das erste Mal gegen ein anderes Monster, hier gegen Anguirus, antreten.
In beiden Filmen wurde Professor Yamane vom Schauspieler Takashi Shimura dargestellt – dieser hatte, ebenfalls 1954, unter der Regie von Akira Kurosawa in dem ebenfalls außerhalb Japans populären Die sieben Samurai mitgewirkt. Auch Honda hatte bereits als Regieassistent für Kurosawa gearbeitet.

### Deutsche Version
Die deutsche Kinofassung des Films wurde um etwa zwölf Minuten gekürzt (hauptsächlich Handlung), jedoch basiert sie auf der japanischen Originalversion. Heute gibt es die japanische Originalversion in Deutschland als DVD von Splendid. Vom selben Anbieter existiert auch eine Doppel-DVD mit der deutschen und der amerikanischen Kinofassung sowie eine Blu-ray Disc mit der deutschen und der japanischen Fassung.
Im Vergleich zur japanischen Originalfassung fehlten in der deutschen Kinoversion folgende Szenen:
- In der japanischen Originalversion verabschiedet sich die Expedition um Prof. Yamane am Hafen, als sie nach Odo zur Untersuchung von Godzillas Verwüstungen aufbricht.
- Als Prof. Yamane seine Untersuchungsergebnisse vorstellt, warnt er in der japanischen Originalversion vor dem Einsatz der Atombombe, was unter der im Saal versammelten Zuschauern eine heftige Debatte um die richtige Vorgehensweise gegen den Godzilla auslöst. Auch diese Szene wurde in der deutschen Kinoversion entfernt.
- In der japanischen Originalfassung wird diese Szene von einem in der deutschen Kinoversion fehlenden Gespräch zweier Fahrgäste (einem Mann und einer Frau) gefolgt, die sich über die aktuellen Geschehnisse unterhalten.
- Als Dr. Serizawa Emiko den Oxygen-Zerstörer vorführt, erklärt er ihr in der Originalversion, dass er ihn erfunden hat, um in die Geschichte einzugehen, und dass er ihn erst neutralisieren muss, bevor er ihn publik machen kann.
- In der deutschen Kinofassung fehlt die Szene, in der Ogata kurz vor der Zerstörung von Tokio durch Godzilla bei Prof. Yamane um Emikos Hand anhalten will und Prof. Yamane darauf besteht, dass er Emiko bereits in ihrer Kindheit an Serizawa versprochen hat.
- Nach der Verwüstung Tokios durch Godzilla folgen in beiden Versionen Bilder von der Versorgung der Verletzten; in der japanischen Originalfassung ist jedoch zusätzlich eine Einstellung zu sehen, in der Kinder mit einem Geigerzähler auf Radioaktivität untersucht werden.
- Als Ogata und Emiko Dr. Serizawa aufsuchen, um ihn zum Einsatz des Oxygen-Zerstörers zu bewegen, fehlte in der deutschen Kinoversion, dass er Ogata gegenüber seine Bedenken wiederholt, dass der Oxygen-Zerstörer erst neutralisiert werden müsse.
- Als Dr. Serizawa im Fernsehen Bilder vom verwüsteten Tokio sieht, hört man in beiden Versionen die Bittgesänge der Kinder. In der japanischen Originalversion ist jedoch zusätzlich eine längere Kamerafahrt enthalten, die die singenden Kinder zeigt.

## Synchronisation
Die deutsche Synchronisation entstand 1956 bei Berliner Synchron GmbH unter der Synchronregie von C. W. Burg, der auch das Dialogbuch schrieb.
| Rolle                | Darsteller       | Synchronsprecher |
| -------------------- | ---------------- | ---------------- |
| Dr. Serizawa         | Akihiko Hirata   | Gerd Martienzen  |
| Emiko Yamane         | Momoko Kōchi     | Renate Danz      |
| Hideto Ogata         | Akira Takarada   | Paul Edwin Roth  |
| Journalist Hagiwara  | Sachio Sakai     | Friedrich Joloff |
| Kyohei Yamane-hakase | Takashi Shimura  | Alfred Balthoff  |
| Schiffseigner        | Toranosuke Ogawa | Alfred Haase     |

### Amerikanische Version
- Es wurden Szenen entfernt, die zu sehr Einblick in die japanische Kultur gewährten.
- Aufgrund von Befürchtungen, dass ein Film vom ehemaligen Kriegsgegner Japan keine Besucher in die US-Kinos ziehen würde, wurden nachgedrehte Szenen mit dem kanadischen Schauspieler Raymond Burr ergänzt. Burr spielte hier den US-Journalisten Steve Martin.
- Während Raymond Burr Englisch spricht, wurden die japanischen Dialoge nicht synchronisiert.
- Im Gegensatz zur japanischen Version beginnt die amerikanische Version mit dem zerstörten Tokio und dem verletzten Steve Martin. Der Großteil des Films ist daher als eine Art Flashback aufgebaut.
- Die Extra-Szenen zeigen Raymond Burr beim Kommentieren der Zerstörungen von Godzilla oder im Hintergrund wichtiger Szenen.
- Führt Raymond Burr eine Konversation mit einer der Hauptfiguren, wird ein Körperdouble von hinten gezeigt.

## Uraufführungen
- Japan: 3. November 1954
- Deutschland: 10. August 1956[9]

## Rezeption
Das Budget für Godzilla war das höchste, das bis dahin für einen japanischen Film veranschlagt worden war: Es betrug rund 1 Million US-Dollar. Das Einspielergebnis betrug rund 2 Millionen US-Dollar. In dem nordamerikanischen Raum gab es zwei Wiederveröffentlichungen, einmal im Jahr 2004 und eine im Jahr 2014; dies brachte rund 560.000 US-Dollar herein.

Der Film Godzilla wird mit deutlich überwiegend positive Kritik beurteilt, so haben Kritiker den Film bei der Firma Rotten Tomatoes zu 93 Prozent positiv beurteilt, ein recht ähnliches Ergebnis war auch beim Publikum, dort werteten die den Film zu 89 Prozent positiv.

„Japanischer Abenteuerfilm, der taktlos genug ist, seine Gruseltricks mit realistischen Schreckensszenen zu verbinden und diese sensationelle Mischung als Warnung vor dem Atommißbrauch auszugeben.“

„[…] ein mehrfach ‚zurechtgeschnittener‘ Horrorklassiker (die heutige Fassung entstand 1956) mit genreprägenden Special Effects. (Wertung: 3 Sterne = sehr gut)“

„Hier findet das japanische Atombombentrauma auf sehr triviale Weise seinen Ausdruck. Tricktechnisch simpel, aber mit naiver Fantasie in Szene gesetzt, wurde der Film mit dem bizarren Ungetier ein internationaler Erfolg und setzte eine Serie in Gang, die auch in den 90er Jahren noch fortgesetzt wird.“